# Митрофани (Валча)
Митрофани (рум. Mitrofani) насеље је у Румунији у округу Валча у општини Митрофани. Oпштина се налази на надморској висини од 211 m.

## Становништво
Према подацима из 2002. године у насељу је живело 807 становника, од којих су сви румунске националности.